# Seznam poljskih smučarskih skakalcev
Seznam poljskih smučarskih skakalcev

## B
- Marcin Bachleda
- Krzysztof Biegun
- Stanisław Biela
- Gabriela Bunda
- Tomasz Byrt

## C
- Paulina Cieślar
- Bartosz Czyż

## D
- Stanisław Gąsienica Daniel
- Krystian Długopolski
- Andrzej Dorula

## F
- Piotr Fijas
- Wojciech Fortuna

## G
- Joanna Gawron
- Mirosław Graf

## H
- Jan Habdas
- Stefan Hula

## J
- Kacper Juroszek

## K
- Kamila Karpiel
- Joanna Kil
- Bartłomiej Kłusek
- Nicole Konderla
- Maciej Kot
- Jan Kowal
- Łukasz Kruczek
- Jarosław Krzak
- Dawid Kubacki
- Artur Kukuła

## M
- Adam Małysz
- Stanisław Marusarz
- Robert Mateja
- Krzysztof Miętus
- Klemens Murańka

## P
- Magdalena Pałasz
- Tomasz Pilch
- Tomasz Pochwała

## R
- Kinga Rajda
- Łukasz Rutkowski

## S
- Wojciech Skupień
- Rafał Śliż
- Andrzej Stękała
- Kamil Stoch
- Joanna Szwab

## T
- Tomisław Tajner
- Anna Twardosz

## W
- Paweł Wąsek
- Jakub Wolny

## Z
- Tadeusz Zaydel
- Jan Ziobro
- Aleksander Zniszczoł

## Ż
- Piotr Żyła